# Vanessa kershawi
Vanessa kershawi is een vlinder uit de familie Nymphalidae, de vossen, parelmoervlinders en weerschijnvlinders. De wetenschappelijke naam van de soort werd in 1868 als Cynthia kershawi gepubliceerd door Frederick McCoy.

## Verspreiding
De vlinder komt vooral voor in Australië, maar bereikt als trekvlinder ook eilanden ten oosten van Australië, waaronder Nieuw-Zeeland.

## Kenmerken
De soort doet sterk denken aan de distelvlinder, maar is wat kleiner, en de zwarte vlekjes op de achtervleugel hebben een blauw centrum. De spanwijdte bedraagt rond de 50 millimeter. De waardplanten van Vanessa kershawi zijn onder andere Ammobium alatum, Bracteantha bracteata, Chrysocephalum apiculatum, Chrysocephalum semipapposum, Rhodanthe chlorocephalum, soorten Gnaphalium, soorten Helichrysum, maar ook de in Australië binnengebrachte lavendel, Arctotheca calendula, wegdistel en soorten Artemesia en distels. De soort kan dus met recht polyfaag op kruidachtige planten worden genoemd.